# 王屋山—黛眉山世界地质公园
王屋山-黛眉山地质公园，位于中国太行山南麓，跨越黄河两岸，分布于河南省济源市西北与洛阳市新安县北部，于北京时间2006年9月18日22时，以第二名的成绩成功申报为世界地质公园。该地质公园分别由王屋山、黛眉山和黄河谷地三个地貌单元组成。公园总面积约为986平方公里，核心区的面积约为273平方公里。

## 王屋山世界地质公园
王屋山世界地质公园位于济源境内2009年11月16日，兴文世界地质公园管理局与王屋山世界地质公园管理局签订了缔结姊妹公园协议书，彼此成为姊妹公园。

## 黛眉山世界地质公园
洛阳黛眉山世界地质公园处于秦岭和太行山的过渡地带，黄河小浪底水库上游的南岸，隶属于洛阳市新安县，由龙潭峡、荆紫山、黛眉山、青要山和万山湖景区组成，面积约为328平方千米。